# Žižkov
Žižkov är sedan 1921 en stadsdel i Tjeckiens huvudstad Prag. Sedan 1961 är den delad mellan stadsdistrikten (městský obvod) Prag 3, 8 och 10, och sedan 1990 även de mindre stadsdelskommunerna (městská část) med samma namn. Stadsdelen är enkel att lokalisera från långt håll eftersom det höga Žižkovtornet, som är Prags TV-torn, står mitt i stadsdelen.